# Kevin Clash

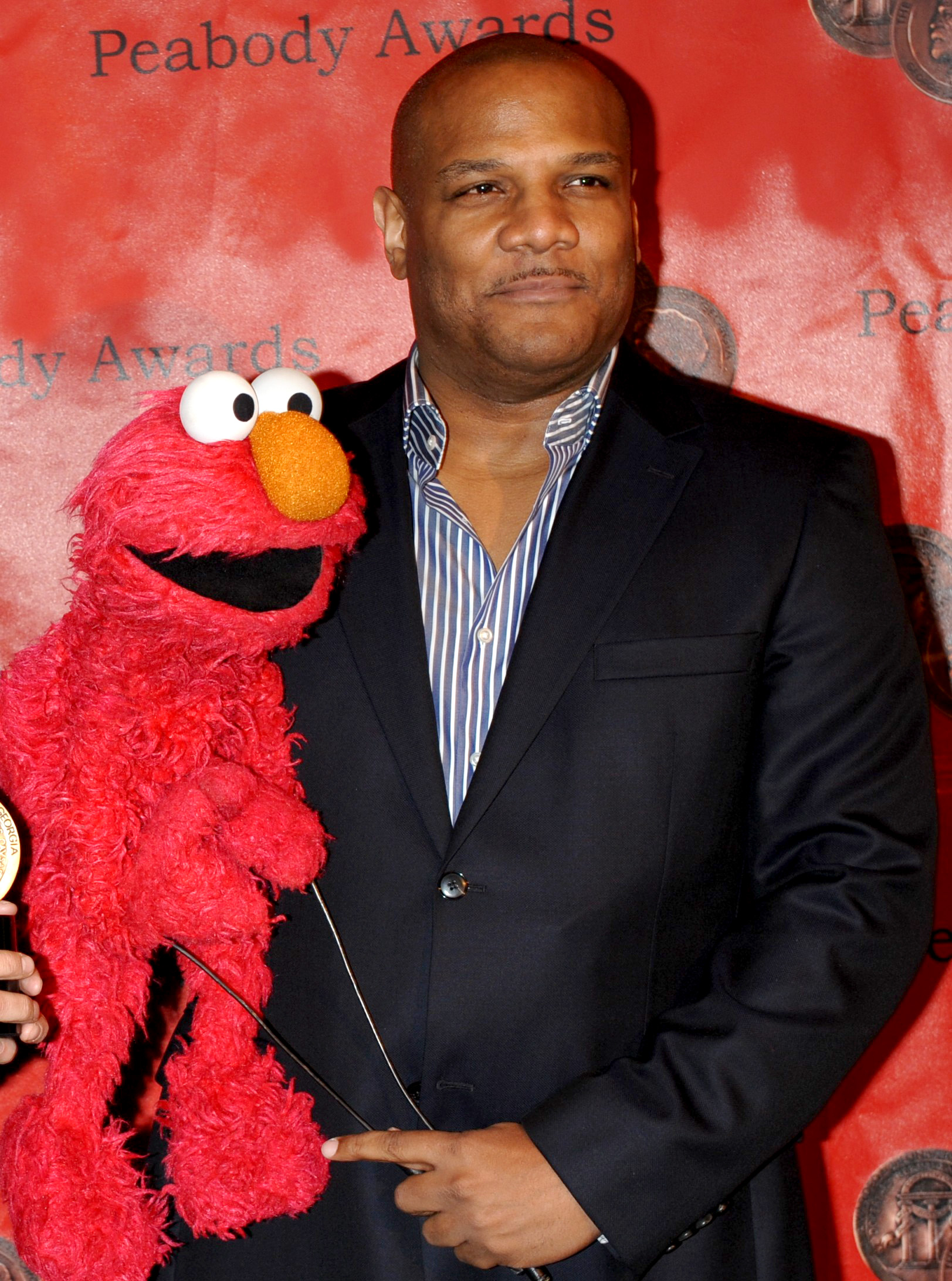
Kevin Clash

Kevin Clash (* 17. September 1960 in Baltimore, Maryland) ist ein US-amerikanischer Puppenspieler, Schauspieler, Fernsehregisseur und Fernsehproduzent.

## Leben
Clash besuchte die Dundalk High School. Als Puppenspieler war er zunächst Mitglied im Team der US-Fernsehserie Captain Kangaroo. Von 1985 bis 2012 wurde die Puppenfigur Elmo in der US-Fernsehsendung Sesamstraße von Clash gespielt. Weitere von ihm gespielte Puppenfiguren sind Clifford, Benny Rabbit und Hoots the Owl. Clash war 17 Jahre mit Genia Loving verheiratet und hat eine Tochter. Das Paar ließ sich 2013 scheiden. Clash wohnt in Los Angeles.

## Rezeption
2011 erschien der Dokumentarfilm Being Elmo: A Puppeteer's Journey.

## Filmographie (Auswahl)
- 1983–2012: Sesamstraße, Elmo, Baby Fats Domino, Benny Rabbit, Billy Idle, Chip Cat, Clementine, Hoots the Owl, Kingston Livingston III, Mario, Paul Pencil, Warren Wolf, Watson, weitere Muppets
- 1985:	Sesame Street Presents: Follow That Bird, weitere  Muppets
- 1985–1993: Muppet Meeting Films,	Luncheon Counter Monster, Franklin, Bob, weitere Muppets
- 1986:	The Tale of the Bunny Picnic, Be-Bop Bunny, Father Bunny, weitere Muppets
- 1986:	Labyrinth,	Firey
- 1987:	Inner Tube,	Drummer
- 1987–1996: Muppet Sing-Alongs, Billy Bunny, Clifford, Bad Polly, Black Dog, Spa'am, weitere Muppets
- 1987:	A Muppet Family Christmas,	Elmo, weitere Muppets
- 1988:	Jim Henson's Play-Along Video, P.J., Artie, Be-Bop Bunny, Luncheon Counter Monster, weitere Muppets
- 1989:	The Song of the Cloud Forest, Nick, Caiman
- 1989:	The Jim Henson Hour, Leon, Clifford, Bob, Blue-Green Extreme, Codzilla, Himself, weitere Muppets
- 1990:	Teenage Mutant Ninja Turtles, Splinter
- 1990:	The Muppets at Walt Disney World, Clifford, Alligator, Frog, Ace Yu
- 1990:	The Muppets Celebrate Jim Henson, Clifford, Elmo, weitere Muppets
- 1990:	Basil Hears a Noise, Elmo, Chip Cat, Watson the Dog and Warren Wolf
- 1991:	Teenage Mutant Ninja Turtles II: The Secret of the Ooze, Splinter
- 1991–1994: Dinosaurs, Baby Sinclair, Howard Handupme, Howlin’ Jay, weitere Charaktere
- 1992–1995: Dog City, Ace Yu, Eliot Shag (Serie), weitere Muppets
- 1994:	Muppet Time	Do Re Mi Monster, Jeffy, Huffy Monster
- 1995:	Mr. Willowby's Christmas Tree, Father Mouse, Owl
- 1995:	Jumanji, Spezielle Vokaleffekte
- 1996:	Muppet Treasure Island, Bad Polly, Black Dog, Spa'am, weitere Muppets
- 1996:	Muppets Tonight, Clifford, Mulch, Bad Polly, Carter, Craniac, Bart, weitere Muppets
- 1996:	Elmo Saves Christmas, Elmo
- 1998	Elmopalooza, Elmo
- 1998–1999: Elmo's World,	Elmo, Baby Natasha, Benny Bunny
- 1999:	Muppets from Space,	Clifford, Carter, weitere Muppets
- 1999:	The Adventures of Elmo in Grouchland,´Elmo, Pestie, Grouch Cab Driver, Grouch Jailer
- 1999:	CinderElmo,	Elmo as CinderElmo
- 2002:	 It's a Very Merry Muppet Christmas Movie, Sam the Eagle
- 2003–2005: Oobi	Randy, weitere Charaktere
- 2005:	The Muppets' Wizard of Oz,	Clifford, Black Dog, weitere Muppets
- 2018:	The Happytime Murders, Lyle, Mr. Bumblypants

## Auszeichnungen und Preise (Auswahl)
- 1990, 2005–2007 und 2009–2013: jeweils Daytime Emmy Awards for Outstanding Performer in einer Kinderserie für sein Puppenspiel der Figur Elmo in der Sesamstraße